# Georges Pillement
Georges Pillement, né le 23 mars 1898 à Mayet (Sarthe), mort le 12 avril 1984 dans le 7e arrondissement de Paris, est un écrivain, traducteur, spécialiste des littératures espagnole et hispano-américaine, auteur de livres d'art et de tourisme, auteur dramatique et romancier, collaborateur de divers journaux et revues, et photographe français.

## Biographie
À partir de 1941, il publie des livres consacrés à la sauvegarde des monuments anciens et continue son action à la télévision, ainsi que par la création d'associations et d'une exposition itinérante dans les  années 1960.
En 1961 il traduit le texte de la pièce de théâtre de Calderon :  L’Alcade de Zalamea pour le TNP de Jean Vilar à Avignon. 
Dans les années 1970, il collabore à la revue L'Amateur d'Art.
L’Académie française lui décerne le prix Louis Barthou en 1964 et le prix Georges Dupau en 1975.

## Œuvres principales
- Anthologie de la poésie érotique, éditions Caractères, Paris, 1956
- Anthologie du théâtre français contemporain, 3 volumes :
  - Tome 1 : Le Théâtre d'avant-garde, éditions du Bélier, coll. « Les documents littéraires », Paris, [entre 1945 et 1948], 449 p.
  - Tome 2 : Le Théâtre du boulevard, éditions du Bélier, coll. « Les documents littéraires », Paris, [entre 1945 et 1948], 485 p.
  - Tome 3 : Le Théâtre des romanciers et poètes, éditions du Bélier, coll. « Les documents littéraires », Paris, [entre 1945 et 1948], 317 p.
- Anthologie de la poésie amoureuse, 2 volumes :
  - Tome 1, éditions du Bélier, Paris, 1954, 279 p.
  - Tome 2, éditions du Bélier, Paris, 1955, 319 p.
- Anthologie des lettres d'amour, éditions du Bélier, Paris, 1956, 333 p.
- Plaisir d'amour, 1937, Prix des Deux Magots

Photographies
- Les Cathédrales d'Espagne, 3 volumes (textes et photographies de Georges Pillement) :
  - Tome 1, éditions Bellenand, coll. « Bibliothèque d'art et d'histoire », 1951, Paris, 55 p.
  - Tome 2, éditions Bellenand, coll. « Bibliothèque d'art et d'histoire », 1952, Paris, 63 p.
  - Tome 3, éditions Bellenand, coll. « Bibliothèque d'art et d'histoire », 1952, Paris, 64 p.
- L'Espagne inconnue : itinéraires archéologiques (textes et photographies), éditions Bernard Grasset, 1954, 280 p.

Romans
- François-les-Bas-Bleus, éditions Fayard, Paris, 1938, [pagination inconnue] – Réédition : Éditions de la Nouvelle revue Belgique, Paris et Bruxelles, 1942, 167 p.

Patrimoine et tourisme
- Destruction de Paris, éditions Bernard Grasset, Paris, 1941, 325 p.
- Le Château de Fontainebleau (ouvrage trilingue en français, allemand et espagnol, textes de Georges Pillement, photographies de Marc Foucault, sous la direction artistique de Emmanuel Boudot-Lamotte), éditions Tel, Paris, 1942, [pagination inconnue]
- Saccage de la France(illustré de 32 planches hors-texte en héliogravure) Édition Bernard Grasset, Paris, 1943  278 p.
- Les Hotels de Paris, I, Rive droite ; II Rive gauche et Ile Saint-Louis, 1945, Paris, éditions « Tel », 2 volumes in 4°, XVI+66+XXVII p. chacun ;
- Défense et illustration d’Avignon) (textes de Georges Pillement, couverture composée d'un bois gravé et dessiné par Robert Joël), éditions Bernard Grasset, Paris, 1945, 136 p.
- Demeures parisiennes en péril, éditions Bernard Grasset, Paris, 1948, 197 p.
- Cloîtres et abbayes de France, éditions des Deux mondes, Paris, 1950, 192 p.
- Beautés cachées de la France, Centre et Sud, éditions des Deux mondes, Paris, 1951, 183 p. – Réédition à l'identique : éditions H. Veyrier, Paris, 1966.
- Les hôtels d'Auteuil au Palais-Royal, Éditions Bellenand, Paris, 1952.
- Les cathédrales de France (avec des pointes sèches de Charles Samson), éditions d'art les Heures claires, 1958, 145 p.
- Charme de Paris (textes de Georges Pillement, aquarelles de J.-M. Le Tournier, éditions H. Piazza, Paris, 1959, 173 p.
- Du Cotentin, pays secret, au vert Bocage (textes de Georges Pillement, illustrations de Marguerite Mackain-Langlois, éditions Aux dépens d'un mateur, Paris, 1966, 119 p.
- Les Environs de Paris disparus, éditions Albin Michel, Paris, 1968, 405 p.
- Châteaux de France, éditions Gautier-Languereau, coll. « Jeunes bibliophiles », Paris, 1969, 191 p.
- Liban, Syrie et Chypre inconnus, Albin Michel, coll. « Les guides Pillement », 1971
- Paris Poubelle, éditions Jean-Jacques Pauvert   (ISBN 9782720200014), Paris, 1974, 206 p.
- Georges Pillement, Du Paris des rois au Paris des promoteurs, Paris, éditions Entente, coll. « Les Cahiers de l'écologie », 1976, 194 p. (ISBN 2726600239)
- France, ta beauté fout le camp, Paris, éditions Entente, coll. « Les cahiers de l'écologie », 1976, 216p.
- Ernest Kosmowski, Éditions Visages du monde, Paris, 1978, 63 p.
- La Bretagne inconnue, éditions Pierre Belfond, coll. « Guide-itinéraires », Paris, 1979, 237 p.-32 p. de planches illustrées,  (ISBN 2-7144-1214-9).
- La Grèce inconnue, éditions Albin Michel, coll. « Les Guides Pillement », 1969, 430 p.
- La Tunisie inconnue, éditions Albin Michel, coll. « Les Guides Pillement », 1972.

Articles
- « Hermine David », Art & Décoration, tome LVIII, novembre 1930.